# 欧州小国競技大会
欧州小国競技大会（おうしゅうしょうこくきょうぎたいかい, 英語:Games of the Small States of Europe, フランス語:Jeux des Petits Etats d'Europe）は、ヨーロッパ地域のミニ国家が参加する総合競技大会である。1985年の第1回大会以来、2年に1度開催されているもので、英語での略称はGSSEである。

## 参加国

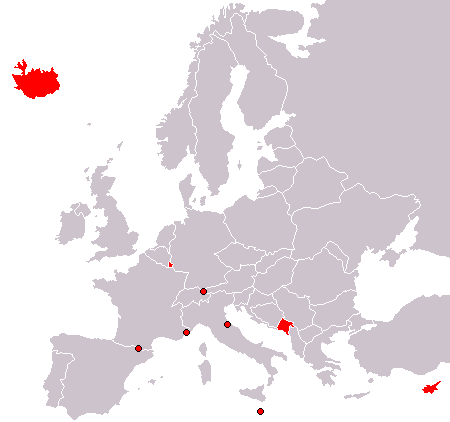
GSSE 参加国

参加国は全てヨーロッパオリンピック委員会（EOC）の加盟国である。1984年から2009年まで、参加国は8か国であったが、2009年に9番目の参加国としてモンテネグロが加盟した。参加国は全て人口が100万人未満である。現在、キプロスの人口は100万人を超えているが、1984年時点では100万人未満だった。現在の参加国は以下の通りである。
- アンドラ
- キプロス
- アイスランド
- リヒテンシュタイン
- ルクセンブルク
- マルタ
- モナコ
- モンテネグロ*
- サンマリノ

(*) モンテネグロは9番目のGSSE参加国として2009年6月1日に加盟した。
フェロー諸島が大会参加の意思を示しているが、フェロー諸島は独立国家ではなくデンマークの自治体であり、よってEOC加盟国ではない。

## 歴史
アイスランド、アンドラ、キプロス、サンマリノ、マルタ、モナコ、リヒテンシュタイン、ルクセンブルクの8つのNOCが、1981年、ドイツ、バーデン＝バーデンで開かれたオリンピック・コングレスの際に、小国による国際競技会開催に向けた本格的な議論を開始、1984年のロサンゼルス五輪の際に合意に達した。翌年のサンマリノでの第1回大会以降、5月から6月までの時期に隔年で開催されている。

## 開催地
| 回    | 年   | 開催期間          | 開催都市                       | 所在国             | 参加国数 | 競技数 | 選手数 |
| ----- | ---- | ----------------- | ------------------------------ | ------------------ | -------- | ------ | ------ |
| I     | 1985 | 5月23日 - 5月26日 | サンマリノ市                   | サンマリノ         | 8        | -      | 222    |
| II    | 1987 | 5月14日 - 5月17日 | モナコ＝ヴィル                 | モナコ             | 8        | -      | 468    |
| III   | 1989 | 5月17日 - 5月20日 | ニコシア                       | キプロス           | 8        | -      | 675    |
| IV    | 1991 | 5月21日 - 5月25日 | アンドラ・ラ・ベリャ           | アンドラ           | 8        | -      | 697    |
| V     | 1993 | 5月25日 - 5月29日 | バレッタ                       | マルタ             | 8        | -      | 690    |
| VI    | 1995 | 5月29日 - 6月3日  | ルクセンブルク市               | ルクセンブルク     | 8        | -      | 684    |
| VII   | 1997 | 6月2日 - 6月7日   | レイキャビク                   | アイスランド       | 8        | -      | 714    |
| VIII  | 1999 | 5月24日 - 5月29日 | ファドゥーツ                   | リヒテンシュタイン | 8        | -      | 566    |
| IX    | 2001 | 5月29日 - 6月2日  | サンマリノ市                   | サンマリノ         | 8        | -      | 658    |
| X     | 2003 | 6月2日 - 6月7日   | バレッタ                       | マルタ             | 8        | 10     | 765    |
| XI    | 2005 | 5月30日 - 6月4日  | アンドラ・ラ・ベリャ           | アンドラ           | 8        | 10     | 793    |
| XII   | 2007 | 6月4日 - 6月9日   | モナコ＝ヴィル                 | モナコ             | 8        | 12     | 786    |
| XIII  | 2009 | 6月1日 - 6月6日   | キプロス （3自治体）           | キプロス           | 8        | 12     | 843    |
| XIV   | 2011 | 5月30日 - 6月4日  | リヒテンシュタイン （9自治体） | リヒテンシュタイン | 9        | 9      | 750    |
| XV    | 2013 | 5月27日 - 6月1日  | ルクセンブルク市               | ルクセンブルク     | 9        | 12     | 762    |
| XVI   | 2015 | 6月1日 - 6月6日   | レイキャビク                   | アイスランド       | 9        | 11     | 789    |
| XVII  | 2017 | 5月29日 - 6月3日  | サンマリノ市                   | サンマリノ         | 9        | 11     | 889    |
| XVIII | 2019 | 5月27日 - 6月1日  | ブドヴァ                       | モンテネグロ       | 9        | 11     | 846    |
| XIX   | 2021 | -                 | アンドラ・ラ・ベリャ           | アンドラ           | -        | -      | -      |
| XX    | 2023 | 5月28日 - 6月3日  | バレッタ                       | マルタ             | 9        | -      | 835    |
| XXI   | 2025 | -                 | モナコ＝ヴィル                 | モナコ             | -        | -      | -      |

## 実施競技
|                        | 陸上 | 水泳 | 柔道 | 射撃 | バスケットボール | バレーボール | テニス | 卓球 | セーリング | 自転車 | その他           |
| ---------------------- | ---- | ---- | ---- | ---- | ---------------- | ------------ | ------ | ---- | ---------- | ------ | ---------------- |
| サンマリノ '85         | ○    | ○    | ○    | ○    | ○                | －           | －     | －   | －         | ○      | 重量挙げ         |
| モナコ '87             | ○    | ○    | ○    | ○    | ○                | ○            | ○      | －   | ○          | －     | 重量挙げ         |
| キプロス '89           | ○    | ○    | ○    | ○    | ○                | ○            | ○      | －   | ○          | ○      | なし             |
| アンドラ '91           | ○    | ○    | ○    | ○    | ○                | ○            | ○      | －   | －         | ○      | なし             |
| マルタ '93             | ○    | ○    | ○    | ○    | ○                | ○            | ○      | －   | ○          | ○      | なし             |
| ルクセンブルク '95     | ○    | ○    | ○    | ○    | ○                | ○            | ○      | ○    | －         | ○      | なし             |
| アイスランド '97       | ○    | ○    | ○    | ○    | ○                | ○            | ○      | ○    | ○          | －     | 体操、スカッシュ |
| リヒテンシュタイン '99 | ○    | ○    | ○    | ○    | －               | ○            | ○      | ○    | －         | ○      | スカッシュ       |
| サンマリノ '01         | ○    | ○    | ○    | ○    | ○                | ○            | ○      | ○    | －         | ○      | ボウルズ         |
| マルタ '03             | ○    | ○    | ○    | ○    | ○                | ○            | ○      | ○    | ○          | －     | スカッシュ       |
| アンドラ '05           | ○    | ○    | ○    | ○    | ○                | ○            | ○      | ○    | －         | ○      | テコンドー       |
| モナコ '07             | ○    | ○    | ○    | ○    | ○                | ○            | ○      | ○    | ○          | －     | 体操、ボウルズ   |
| キプロス '09           | ○    | ○    | ○    | ○    | ○                | ○            | ○      | ○    | ○          | ○      | 体操             |

### 註
開催地、実施競技のデータは主としてサンマリノ・オリンピック委員会の"GIOCHI DEI PICCOLI STATI D'EUROPA"掲載のもの （下記外部リンク）を参照した。射撃競技は特に注記がない場合は、ライフル射撃（ピストル射撃を含む）とクレー射撃の2種目が実施されている。
1. ↑  クレー射撃のみ実施。
2. 1 2  ライフル射撃のみ実施。
3. ↑  シンクロナイズドスイミングもあわせて実施。
4. 1 2 3  ビーチバレーもあわせて実施。
5. ↑  マウンテンバイク、ロードレース、個人タイムトライアルの3種目を実施。
6. ↑  マウンテンバイクのみ実施。